# Baorisa sulewesiana
Baorisa sulewesiana is een vlinder uit de familie van de spinneruilen (Erebidae). De wetenschappelijke naam van de soort is voor het eerst geldig gepubliceerd door Behounek, Speidel & Thöny.